# Alejandra Barros
Alejandra Barros del Campo  (Mexikóváros, Mexikó, 1971. augusztus 11. –) mexikói színésznő.

## Élete és pályafutása
1971. augusztus 11-én született Mexikóvárosban.
1996-ban szerepelt a Confidente de Secundaria című sorozatban. 2003-ban főszerepet játszott a Mariana de la noche című telenovellában Jorge Salinas partnereként. 2010-ben a Para volver a amarban megkapta Bárbara Mantilla szerepét.

## Filmográfia
| Év        | Cím                                        | Szerep                                                                   | Magyar hang                                    |
| --------- | ------------------------------------------ | ------------------------------------------------------------------------ | ---------------------------------------------- |
| 2025      | Juegos de amor y poder                     | Mariana Avendaño                                                         |                                                |
| 2024      | El precio de amarte                        | Eduarda Ferreira                                                         |                                                |
| 2023      | Nadie como tú                              | Teresa Arreola Villaseñor                                                |                                                |
| 2022      | Vencer la ausencia                         | Celeste Machado de Dueñas                                                |                                                |
| 2022      | A gazdagság ára (Los ricos también Iloran) | Daniela Hinojosa de Salvatierra                                          | Solecki Janka                                  |
| 2021      | Buscando a Frida                           | Rafaela Pons                                                             |                                                |
| 2020      | A végzet asszonya (La Doña)                | Eleonora Rojas de Navarrete                                              | Solecki Janka                                  |
| 2018      | Y mañana será otro día                     | Diana Alcántara Lazcano de Sarmiento                                     |                                                |
| 2018      | Hijas de la luna                           | Rosaura Nieto                                                            |                                                |
| 2016      | Mujeres de negro                           | Jacqueline "Jackie" Acosta de Rivera                                     |                                                |
| 2015–2016 | Ne hagyj el! (A que no me dejas)           | Julieta Olmedo Rodriguez                                                 | Csondor Kata (1.évad) Czirják Csilla (2. évad) |
| 2014–2015 | A múlt árnyéka (La sombra del pasado)      | Candela Santana de Mendoza                                               | F. Nagy Erika                                  |
| 2013–2014 | Quiero amarte                              | Juliana Montesinos Carmona                                               |                                                |
| 2012      | Sueños del Caribe                          | Florina de Dios                                                          |                                                |
| 2011      | Viento en Contra                           | Sofía Navarrete                                                          |                                                |
| 2010      | Para volver a amar                         | Bárbara Mantilla de Espinosa                                             |                                                |
| 2010      | Nos eres tú, soy yo                        | Maria                                                                    |                                                |
| 2010      | Seres: Genesis                             | Doctora Mariel                                                           |                                                |
| 2009–2010 | Hasta que el dinero nos separe             | Lic. Alicia Ávila del Villar                                             |                                                |
| 2009      | Amar                                       | Virginia                                                                 |                                                |
| 2008–2009 | Alma de hierro                             | Mariana Camargo                                                          |                                                |
| 2008      | Mujeres Asesinas 1                         | Jessica Suarez                                                           |                                                |
| 2008      | S.O.S.: Sexo y otros secretos              |                                                                          |                                                |
| 2007–2008 | Yo amo a Juan Querendón                    | Susana                                                                   |                                                |
| 2007      | 13 Miedos Intercambio                      | Cristina                                                                 |                                                |
| 2007      | El viaje de la Nonna                       | Creativa Ana                                                             |                                                |
| 2007      | Sultanes del Sur                           | Turista Avionban                                                         |                                                |
| 2006      | Mehjor es que Gabriela no se muera         |                                                                          |                                                |
| 2006      | La verdad oculta                           | Alejandra Balmori                                                        |                                                |
| 2005      | A mostoha (La madrastra)                   | Diana                                                                    | Kiss Anikó                                     |
| 2005      | Vibe                                       | Önmaga/Versenyző                                                         |                                                |
| 2005      | Fear Factor VIP                            | Önmaga/Co-Hostess                                                        |                                                |
| 2004      | Matando Cabos                              | Líder Extraterrestre                                                     |                                                |
| 2003–2004 | Mariana de la Noche                        | Elisa Madrigal/Mariana Montenegro Madrigal/Mariana Lugo-Navarro Madrigal |                                                |
| 2002–2003 | Clase 406                                  | Adriana Pineda Suarez/Angela Pineda Suárez                               |                                                |
| 2001–2002 | Navidad Sin Fin                            | Angelita                                                                 |                                                |
| 2001      | María Belén                                | Valeria Montaño de Sanz                                                  |                                                |
| 2001      | Atrévete a olvidarme                       | Olga Bocker de Rivas-Montano                                             |                                                |
| 2000–2001 | Por un beso                                | Thelma                                                                   |                                                |
| 2000      | Barátok és szerelmek (Locura de amor)      | Beatriz Sandoval                                                         | Urbán Andrea                                   |
| 1997–1998 | Huracán                                    | Rocío                                                                    |                                                |
| 1996      | Confidente de secundaria                   | Laura                                                                    |                                                |
| 1985–2007 | Mujer, Casos de la Vida Real               |                                                                          |                                                |